# Poncebos
Poncebos es una quintana de la aldea cabraliega de Camarmeña, en la parroquia asturiana de Bulnes en el norte de España. Se encuentra enclavada en el Parque Nacional de los Picos de Europa, lo que la convierte en un destino turístico popular por la naturaleza y el senderismo.
Entre los atractivos turísticos de Poncebos destaca la ruta del Cares, un espectacular sendero de montaña que discurre entre Poncebos y Caín de Valdeón, en la provincia de León.

## Historia
Su nombre proviene de un puente homónimo de la época romana que comunicaba la orilla izquierda del Rio Cares del lado derecho.
Poncebos actualmente está formado por un conjunto de hostales, una central hidroeléctrica y algunas viviendas diseminadas. 
Todo ello situado en el entorno del funicular de Bulnes, inaugurado en 2001 para acceder a Bulnes, una aldea situada montaña arriba con un desnivel de 400 metros.
El principal reclamo de la localidad es el turismo de montaña, en notable aumento en los últimos años.